# مسجد بابا كوهي باكوفي
مسجد بابا كوهي باكوفي (بالأذرية: Baba Kuhi Bakuvi məscidi) - يقع المسجد في المدينة القديمة في باكو لعاصمة أذربيجان. 

## تاريخ المسجد
تم اكتشاف المسجد بنتيجة الحفريات الأثرية في الفترة 1990-1993، التي أجراها عالم الآثار فرهاد إبراهيموف.
من المفترض أن ينتمي إلى العالم الفارسي وابن باكويه.
على محراب المسجد كُتب نقش باللغة العربية. 
كُتب نقش باللغة العربية على محراب المسجد، وقد كُتب بخط يد الكوفي وقال «السلطة ملك لله».
و قد قرأت هذا كتاب النقش مشاديهانوم نيعمت. ومن الميزات القديمة من المعروف أنه ينتمي إلى القرنين التاسع والعاشر.
بنتيجة الحفريات في عام 1998، تم فتح غرفتين من المسجد.

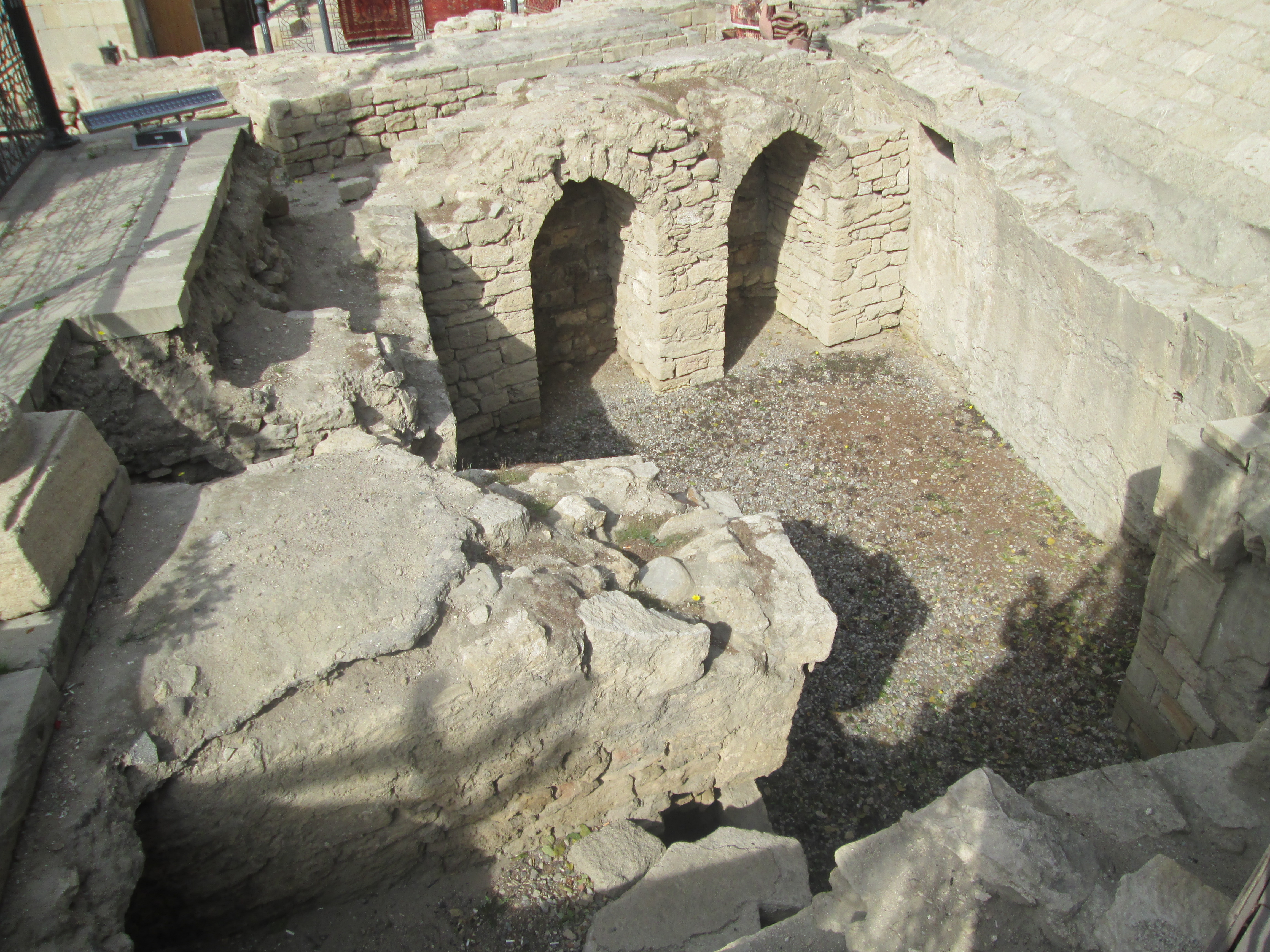
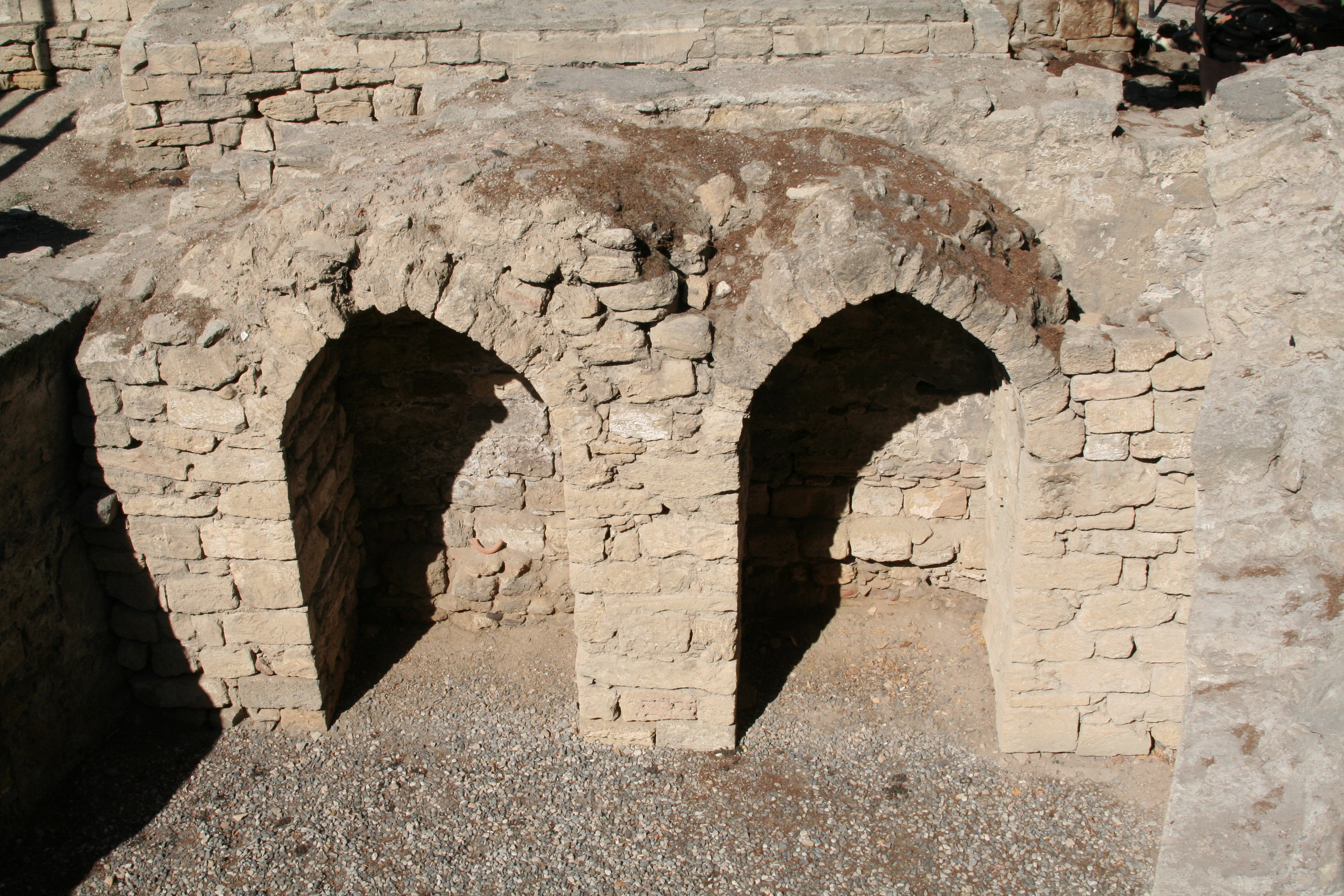
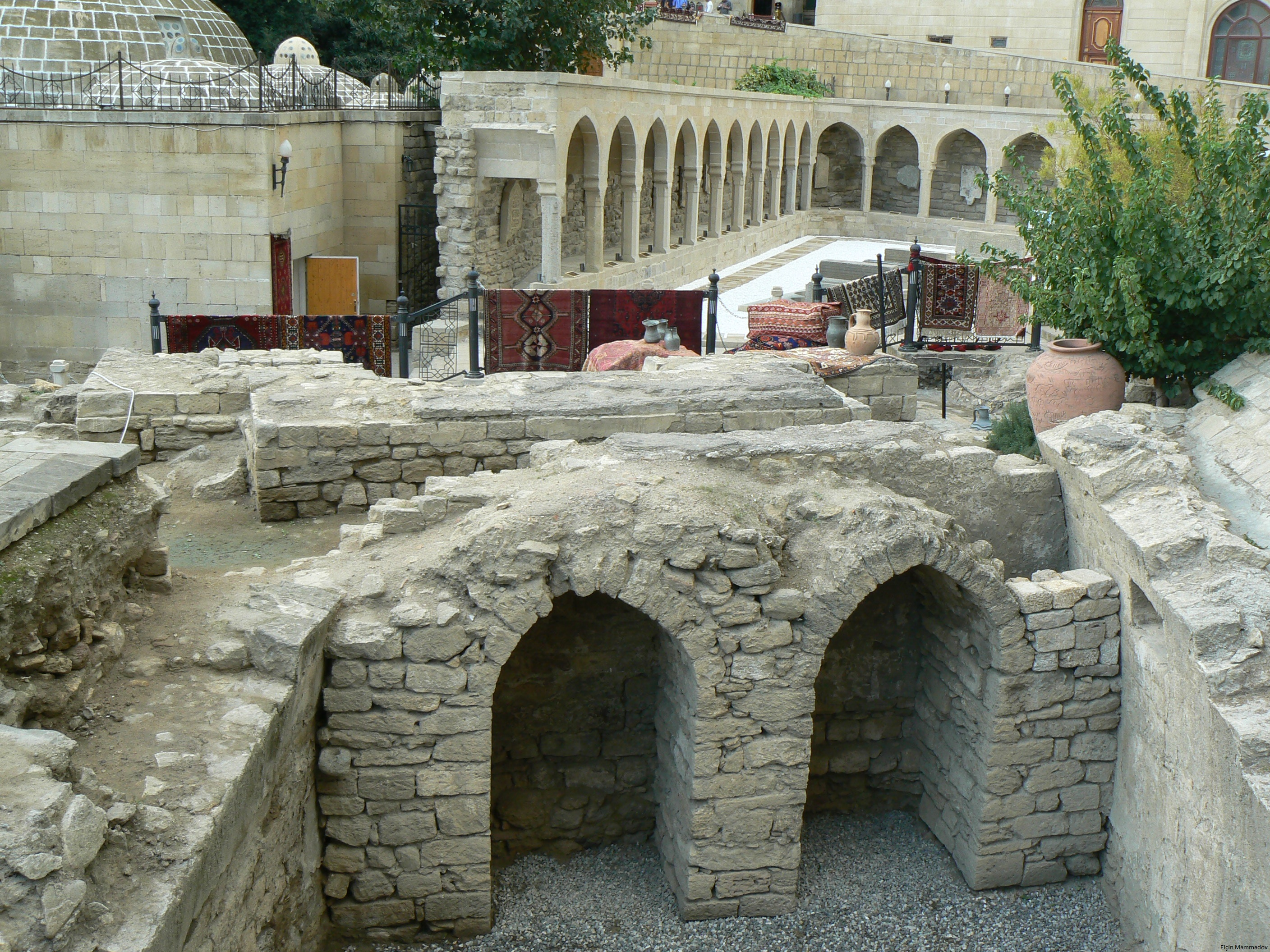